# Mount Cornwell, Antarktis
Mount Cornwell är ett berg i Antarktis. Det ligger i Västantarktis. Chile gör anspråk på området. Toppen på Mount Cornwell är 2 460 meter över havet.
Terrängen runt Mount Cornwell är kuperad västerut, men österut är den bergig. Trakten är obefolkad. Det finns inga samhällen i närheten.